# Стадион Диошђер

Стадион Диошђера (мађ. Diósgyőri Stadion), је стадион у Диошђеру, Мађарска. Овај нови стадион је заменио стари Стадион Диошђер (1939). (Diósgyőri Stadion (1939)) који је коришћен од 1910. године. Стадион се највише користи за клупски фудбал. Користе га Диошђер. Стадион прима 1.200 гледалаца, седење.

## Историја
Стадион је изграђен по нацрту Петра Потјондија
Током 2019. године стављен је кров изнад главне трибине. Према плану треба изградити и трибину за гостујуће навијаче. То је планирано да се заврши 2021. године. У пројекат је уложено 2,75 милијарди форинти (HUF).